# Liga Nacional de Baloncesto Profesional de México 2023
La Temporada 2023 de la LNBP fue la vigésimo cuarta edición de la Liga Nacional de Baloncesto Profesional de México.
La temporada contará con 13 equipos (incluyendo el regreso de Halcones Rojos de Veracruz y Panteras de Aguascalientes así como la incorporación de los Freseros de Irapuato) contendiendo por el cetro. Entre las novedades es que se regresa a 2 zonas, calificando a playoffs 4 equipos por zona.
Así, la fase regular comenzará el 18 de agosto y cerrará el 4 de noviembre. La etapa de playoffs se jugará de 9 de noviembre al 18 de diciembre, con las semifinales de zona del 9 al 20 de noviembre, las finales de zona tendrán efecto del 23 de noviembre al 4 de diciembre y la Final del 7 al 18 de diciembre. Todas la fases de playoffs serán a ganar 4 de 7 juegos.
El lunes 3 de julio, hacen la presentación oficial de Santos del Potosí, nuevo equipo que competirá en la Liga SiSNova LNBP, con lo que el número de equipos se eleva a 14.

## Equipos
| Liga Nacional de Baloncesto Profesional de México 2023 |                      |                                  |               |                                          |           |
| Equipo                                                 | Entrenador           | Ciudad                           | Miembro desde | Pabellón                                 | Capacidad |
| Abejas de León                                         | Guillermo Narvarte   | León, Guanajuato                 | 2009-2010     | Domo de la Feria                         | 4,463     |
| Astros de Jalisco                                      | Sergio Valdeolmillos | Guadalajara, Jalisco             | 2019-2020     | Arena Astros                             | 3,509     |
| Correcaminos de la UAT Victoria                        | Facundo Murías       | Ciudad Victoria, Tamaulipas      | 2000          | Gimnasio Multidisciplinario Victoria     | 2,600     |
| Dorados de Chihuahua                                   | Maikel López         | Chihuahua, Chihuahua             | 2000          | Gimnasio Manuel Bernardo Aguirre         | 9,600     |
| Freseros de Irapuato                                   | Walter McCarty       | Irapuato, Guanajuato             | 2023          | Inforum Irapuato                         | 3,000     |
| Fuerza Regia de Monterrey                              | Pablo García         | Monterrey, Nuevo León            | 2001          | Gimnasio Nuevo León Unido                | 5,000     |
| Halcones de Xalapa                                     | Allans Colón         | Xalapa, Veracruz                 | 2003          | Gimnasio Universitario "Nido del Halcón" | 2,638     |
| Halcones Rojos de Veracruz                             | Nicolás Casalánguida | Veracruz, Veracruz               | 2005          | Auditorio Benito Juárez                  | 4,000     |
| Libertadores de Querétaro                              | Iván Déniz           | Querétaro, Querétaro             | 2009-2010     | Auditorio Gral. José María Arteaga       | 2,982     |
| Mineros de Zacatecas                                   | Pedro Carrillo       | Zacatecas, Zacatecas             | 2017-2018     | Gimnasio Prof. Marcelino González        | 3,458     |
| Panteras de Aguascalientes                             | José Martínez        | Aguascalientes, Aguascalientes   | 2003          | Auditorio Hermanos Carreón               | 3,000     |
| Plateros de Fresnillo                                  | Claudio Arrigoni     | Fresnillo, Zacatecas             | 2019-2020     | Gimnasio Solidaridad                     | 4,500     |
| Santos del Potosí                                      | Héctor Porrata       | San Luis Potosí, San Luis Potosí | 2023          | Auditorio Miguel Barragán                | 3,533     |
| Soles de Mexicali                                      | Carlos Arenas        | Mexicali, Baja California        | 2005          | Auditorio PSF                            | 4,779     |

## Temporada 2023

### Resultados
| Libertadores | 89-76  | Plateros       | Auditorio Gral. José María Arteaga       | 18 de agosto | 20:00 |
| Soles        | 82-86  | Abejas         | Auditorio PSF                            | 18 de agosto | 21:00 |
| Fuerza Regia | 94-75  | Panteras       | Gimnasio Nuevo León Unido                | 19 de agosto | 16:00 |
| Dorados      | 77-75  | Freseros       | Gimnasio Manuel Bernardo Aguirre         | 19 de agosto | 18:00 |
| Libertadores | 86-76  | Plateros       | Auditorio Gral. José María Arteaga       | 19 de agosto | 18:00 |
| Soles        | 74-65  | Abejas         | Auditorio PSF                            | 19 de agosto | 19:00 |
| Halcones     | 85-77  | Halcones Rojos | Gimnasio Universitario "Nido del Halcón" | 19 de agosto | 19:00 |
| Correcaminos | 68-105 | Santos         | Gimnasio Multidisciplinario Victoria     | 19 de agosto | 19:00 |
| Fuerza Regia | 84-82  | Panteras       | Gimnasio Nuevo León Unido                | 20 de agosto | 16:00 |
| Dorados      | 80-66  | Freseros       | Gimnasio Manuel Bernardo Aguirre         | 20 de agosto | 16:00 |
| Correcaminos | 91-102 | Santos         | Gimnasio Multidisciplinario Victoria     | 20 de agosto | 17:00 |
| Halcones     | 62-75  | Halcones Rojos | Gimnasio Universitario "Nido del Halcón" | 20 de agosto | 18:00 |
| Mineros      | 76-98  | Astros         | Gimnasio Prof. Marcelino González        | 21 de agosto | 20:15 |
| Mineros      | 81-87  | Astros         | Gimnasio Prof. Marcelino González        | 22 de agosto | 20:15 |

| Soles          | 84-75   | Halcones     | Auditorio PSF                        | 24 de agosto | 20:00 |
| Santos         | 84-72   | Freseros     | Auditorio Miguel Barragán            | 24 de agosto | 20:00 |
| Correcaminos   | 64-82   | Libertadores | Gimnasio Multidisciplinario Victoria | 25 de agosto | 19:00 |
| Plateros       | 67-82   | Abejas       | Gimnasio Solidaridad                 | 25 de agosto | 20:00 |
| Santos         | 80-74   | Freseros     | Auditorio Miguel Barragán            | 25 de agosto | 20:00 |
| Soles          | 79-87   | Halcones     | Auditorio PSF                        | 25 de agosto | 20:00 |
| Halcones Rojos | 95-85   | Mineros      | Auditorio Benito Juárez              | 25 de agosto | 20:15 |
| Panteras       | 92-94   | Dorados      | Auditorio Hermanos Carreón           | 25 de agosto | 20:30 |
| Astros         | 77-80   | Fuerza Regia | Arena Astros                         | 26 de agosto | 18:15 |
| Correcaminos   | 103-102 | Libertadores | Gimnasio Multidisciplinario Victoria | 26 de agosto | 19:00 |
| Plateros       | 82-81   | Abejas       | Gimnasio Solidaridad                 | 26 de agosto | 20:00 |
| Halcones Rojos | 85-93   | Mineros      | Auditorio Benito Juárez              | 26 de agosto | 20:15 |
| Panteras       | 94-91   | Dorados      | Auditorio Hermanos Carreón           | 26 de agosto | 20:30 |
| Astros         | 101-78  | Fuerza Regia | Arena Astros                         | 27 de agosto | 15:15 |

| Freseros     | 90-93   | Panteras       | Inforum Irapuato                         | 31 de agosto    | 19:30 |
| Abejas       | 108-104 | Correcaminos   | Domo de la Feria                         | 31 de agosto    | 20:00 |
| Halcones     | 99-73   | Plateros       | Gimnasio Universitario "Nido del Halcón" | 31 de agosto    | 20:00 |
| Dorados      | 87-94   | Astros         | Gimnasio Manuel Bernardo Aguirre         | 31 de agosto    | 20:00 |
| Libertadores | 103-83  | Santos         | Auditorio Gral. José María Arteaga       | 31 de agosto    | 20:00 |
| Mineros      | 75-70   | Soles          | Gimnasio Prof. Marcelino González        | 31 de agosto    | 20:05 |
| Abejas       | 93-71   | Correcaminos   | Domo de la Feria                         | 1 de septiembre | 17:00 |
| Freseros     | 93-99   | Panteras       | Inforum Irapuato                         | 1 de septiembre | 19:30 |
| Halcones     | 100-97  | Plateros       | Gimnasio Universitario "Nido del Halcón" | 1 de septiembre | 20:00 |
| Dorados      | 88-95   | Astros         | Gimnasio Manuel Bernardo Aguirre         | 1 de septiembre | 20:00 |
| Libertadores | 100-83  | Santos         | Auditorio Gral. José María Arteaga       | 1 de septiembre | 20:00 |
| Fuerza Regia | 79-65   | Halcones Rojos | Gimnasio Nuevo León Unido                | 1 de septiembre | 20:00 |
| Mineros      | 82-73   | Soles          | Gimnasio Prof. Marcelino González        | 1 de septiembre | 20:05 |
| Fuerza Regia | 90-63   | Halcones Rojos | Gimnasio Nuevo León Unido                | 2 de septiembre | 16:00 |

| Correcaminos   | 93-104 | Halcones     | Gimnasio Multidisciplinario Victoria | 7 de septiembre | 19:00 |
| Libertadores   | 79-83  | Abejas       | Auditorio Gral. José María Arteaga   | 7 de septiembre | 20:00 |
| Santos         | 78-81  | Panteras     | Auditorio Miguel Barragán            | 7 de septiembre | 20:00 |
| Halcones Rojos | 81-76  | Dorados      | Auditorio Benito Juárez              | 7 de septiembre | 20:15 |
| Astros         | 95-90  | Freseros     | Arena Astros                         | 7 de septiembre | 20:15 |
| Soles          | 54-67  | Fuerza Regia | Auditorio PSF                        | 7 de septiembre | 21:00 |
| Correcaminos   | 71-89  | Halcones     | Gimnasio Multidisciplinario Victoria | 8 de septiembre | 19:00 |
| Libertadores   | 89-79  | Abejas       | Auditorio Gral. José María Arteaga   | 8 de septiembre | 20:00 |
| Santos         | 73-67  | Panteras     | Auditorio Miguel Barragán            | 8 de septiembre | 20:00 |
| Plateros       | 102-95 | Mineros      | Gimnasio Solidaridad                 | 8 de septiembre | 20:00 |
| Halcones Rojos | 54-71  | Dorados      | Auditorio Benito Juárez              | 8 de septiembre | 20:15 |
| Astros         | 97-84  | Freseros     | Arena Astros                         | 8 de septiembre | 20:15 |
| Soles          | 68-90  | Fuerza Regia | Auditorio PSF                        | 8 de septiembre | 21:00 |
| Plateros       | 88-84  | Mineros      | Gimnasio Solidaridad                 | 9 de septiembre | 20:00 |

| Dorados      | 83-57  | Soles          | Gimnasio Manuel Bernardo Aguirre         | 12 de septiembre | 19:30 |
| Freseros     | 68-107 | Halcones Rojos | Inforum Irapuato                         | 12 de septiembre |       |
| Halcones     | 88-85  | Libertadores   | Gimnasio Universitario "Nido del Halcón" | 12 de septiembre | 20:00 |
| Fuerza Regia | 87-72  | Plateros       | Gimnasio Nuevo León Unido                | 12 de septiembre | 20:00 |
| Abejas       | 91-77  | Santos         | Domo de la Feria                         | 12 de septiembre | 20:00 |
| Mineros      | 92-85  | Correcaminos   | Gimnasio Prof. Marcelino González        | 12 de septiembre | 20:05 |
| Panteras     | 81-77  | Astros         | Auditorio Hermanos Carreón               | 12 de septiembre | 20:30 |
| Freseros     | 84-95  | Halcones Rojos | Inforum Irapuato                         | 13 de septiembre | 19:30 |
| Halcones     | 79-78  | Libertadores   | Gimnasio Universitario "Nido del Halcón" | 13 de septiembre | 20:00 |
| Fuerza Regia | 83-63  | Plateros       | Gimnasio Nuevo León Unido                | 13 de septiembre | 20:00 |
| Dorados      | 61-77  | Soles          | Gimnasio Manuel Bernardo Aguirre         | 13 de septiembre | 20:00 |
| Abejas       | 81-83  | Santos         | Domo de la Feria                         | 13 de septiembre | 20:00 |
| Mineros      | 103-67 | Correcaminos   | Gimnasio Prof. Marcelino González        | 13 de septiembre | 20:05 |
| Panteras     | 93-103 | Astros         | Auditorio Hermanos Carreón               | 13 de septiembre | 20:30 |

| Soles          | 86-89  | Freseros     | Auditorio PSF                        | 17 de septiembre | 16:00 |
| Libertadores   | 94-80  | Mineros      | Auditorio Gral. José María Arteaga   | 17 de septiembre | 16:00 |
| Correcaminos   | 79-95  | Fuerza Regia | Gimnasio Multidisciplinario Victoria | 17 de septiembre | 17:00 |
| Abejas         | 98-74  | Halcones     | Domo de la Feria                     | 17 de septiembre | 17:00 |
| Plateros       | 82-73  | Dorados      | Gimnasio Solidaridad                 | 17 de septiembre | 18:00 |
| Halcones Rojos | 84-76  | Panteras     | Auditorio Benito Juárez              | 17 de septiembre | 18:15 |
| Santos         | 104-87 | Astros       | Auditorio Miguel Barragán            | 17 de septiembre | 19:00 |
| Correcaminos   | 74-92  | Fuerza Regia | Gimnasio Multidisciplinario Victoria | 18 de septiembre | 19:00 |
| Abejas         | 95-75  | Halcones     | Domo de la Feria                     | 18 de septiembre | 20:00 |
| Soles          | 87-69  | Freseros     | Auditorio PSF                        | 18 de septiembre | 20:00 |
| Plateros       | 75-79  | Dorados      | Gimnasio Solidaridad                 | 18 de septiembre | 20:00 |
| Libertadores   | 89-98  | Mineros      | Auditorio Gral. José María Arteaga   | 18 de septiembre | 20:00 |
| Santos         | 73-90  | Astros       | Auditorio Miguel Barragán            | 18 de septiembre | 20:00 |
| Halcones Rojos | 60-62  | Panteras     | Auditorio Benito Juárez              | 18 de septiembre | 20:15 |

| Panteras     | 108-73 | Soles          | Auditorio Hermanos Carreón               | 22 de septiembre | 20:30 |
| Fuerza Regia | 81-69  | Libertadores   | Gimnasio Nuevo León Unido                | 23 de septiembre | 16:00 |
| Dorados      | 95-77  | Correcaminos   | Gimnasio Manuel Bernardo Aguirre         | 23 de septiembre | 18:00 |
| Astros       | 91-76  | Halcones Rojos | Arena Astros                             | 23 de septiembre | 18:15 |
| Freseros     | 88-94  | Plateros       | Inforum Irapuato                         | 23 de septiembre | 19:30 |
| Mineros      | 84-95  | Abejas         | Gimnasio Prof. Marcelino González        | 23 de septiembre | 20:05 |
| Panteras     | 100-72 | Soles          | Auditorio Hermanos Carreón               | 23 de septiembre | 20:30 |
| Astros       | 96-82  | Halcones Rojos | Arena Astros                             | 24 de septiembre | 15:15 |
| Dorados      | 106-97 | Correcaminos   | Gimnasio Manuel Bernardo Aguirre         | 24 de septiembre | 16:00 |
| Fuerza Regia | 82-97  | Libertadores   | Gimnasio Nuevo León Unido                | 24 de septiembre | 16:00 |
| Freseros     | 81-98  | Plateros       | Inforum Irapuato                         | 24 de septiembre | 17:00 |
| Mineros      | 85-95  | Abejas         | Gimnasio Prof. Marcelino González        | 24 de septiembre | 18:00 |
| Halcones     | 77-80  | Santos         | Gimnasio Universitario "Nido del Halcón" | 24 de septiembre | 18:00 |
| Halcones     | 95-80  | Santos         | Gimnasio Universitario "Nido del Halcón" | 25 de septiembre | 20:00 |

| Correcaminos | 105-109 | Freseros       | Gimnasio Multidisciplinario Victoria     | 4 de octubre | 19:00 |
| Libertadores | 89-75   | Dorados        | Auditorio Gral. José María Arteaga       | 4 de octubre | 20:00 |
| Abejas       | 99-86   | Fuerza Regia   | Domo de la Feria                         | 4 de octubre | 20:00 |
| Halcones     | 100-96  | Mineros        | Gimnasio Universitario "Nido del Halcón" | 4 de octubre | 20:00 |
| Plateros     | 79-100  | Panteras       | Gimnasio Solidaridad                     | 4 de octubre | 20:00 |
| Santos       | 82-57   | Halcones Rojos | Auditorio Miguel Barragán                | 4 de octubre | 20:00 |
| Soles        | 59-68   | Astros         | Auditorio PSF                            | 4 de octubre | 20:00 |
| Correcaminos | 92-121  | Freseros       | Gimnasio Multidisciplinario Victoria     | 5 de octubre | 19:00 |
| Libertadores | 89-65   | Dorados        | Auditorio Gral. José María Arteaga       | 5 de octubre | 20:00 |
| Abejas       | 85-80   | Fuerza Regia   | Domo de la Feria                         | 5 de octubre | 20:00 |
| Halcones     | 93-85   | Mineros        | Gimnasio Universitario "Nido del Halcón" | 5 de octubre | 20:00 |
| Plateros     | 97-93   | Panteras       | Gimnasio Solidaridad                     | 5 de octubre | 20:00 |
| Santos       | 99-80   | Halcones Rojos | Auditorio Miguel Barragán                | 5 de octubre | 20:00 |
| Soles        | 99-96   | Astros         | Auditorio PSF                            | 5 de octubre | 20:00 |

| Astros         | 85-102 | Plateros     | Arena Astros                      | 8 de octubre | 15:15 |
| Fuerza Regia   | 87-68  | Halcones     | Gimnasio Nuevo León Unido         | 8 de octubre | 16:00 |
| Freseros       | 92-95  | Libertadores | Inforum Irapuato                  | 8 de octubre | 17:00 |
| Mineros        | 83-78  | Santos       | Gimnasio Prof. Marcelino González | 8 de octubre | 18:00 |
| Halcones Rojos | 102-92 | Soles        | Auditorio Benito Juárez           | 8 de octubre | 18:15 |
| Panteras       | 118-89 | Correcaminos | Auditorio Hermanos Carreón        | 8 de octubre | 19:30 |
| Dorados        | 78-82  | Abejas       | Gimnasio Manuel Bernardo Aguirre  | 8 de octubre | 20:00 |
| Fuerza Regia   | 79-66  | Halcones     | Gimnasio Nuevo León Unido         | 9 de octubre | 20:00 |
| Dorados        | 90-76  | Abejas       | Gimnasio Manuel Bernardo Aguirre  | 9 de octubre | 20:00 |
| Freseros       | 76-115 | Libertadores | Inforum Irapuato                  | 9 de octubre | 20:00 |
| Halcones Rojos | 86-80  | Soles        | Auditorio Benito Juárez           | 9 de octubre | 20:00 |
| Mineros        | 81-78  | Santos       | Gimnasio Prof. Marcelino González | 9 de octubre | 20:05 |
| Astros         | 87-90  | Plateros     | Arena Astros                      | 9 de octubre | 20:15 |
| Panteras       | 86-76  | Correcaminos | Auditorio Hermanos Carreón        | 9 de octubre | 20:30 |

| Libertadores | 99-70    | Panteras       | Auditorio Gral. José María Arteaga       | 12 de octubre | 19:00 |
| Halcones     | 94-92    | Dorados        | Gimnasio Universitario "Nido del Halcón" | 12 de octubre | 19:00 |
| Correcaminos | 75-99    | Astros         | Gimnasio Multidisciplinario Victoria     | 12 de octubre | 19:00 |
| Plateros     | 92-85    | Halcones Rojos | Gimnasio Solidaridad                     | 12 de octubre | 20:00 |
| Abejas       | 84-78    | Freseros       | Domo de la Feria                         | 12 de octubre | 20:00 |
| Santos       | 88-85    | Soles          | Auditorio Miguel Barragán                | 12 de octubre | 20:00 |
| Mineros      | 90-94    | Fuerza Regia   | Gimnasio Prof. Marcelino González        | 12 de octubre | 20:05 |
| Correcaminos | 91-106   | Astros         | Gimnasio Multidisciplinario Victoria     | 13 de octubre | 17:00 |
| Abejas       | 102-76   | Freseros       | Domo de la Feria                         | 13 de octubre | 17:00 |
| Plateros     | 103-96   | Halcones Rojos | Gimnasio Solidaridad                     | 13 de octubre | 18:00 |
| Mineros      | 85-80    | Fuerza Regia   | Gimnasio Prof. Marcelino González        | 13 de octubre | 18:00 |
| Halcones     | 88-92    | Dorados        | Gimnasio Universitario "Nido del Halcón" | 13 de octubre | 18:00 |
| Libertadores | 81-78 TE | Panteras       | Auditorio Gral. José María Arteaga       | 13 de octubre | 18:00 |
| Santos       | 85-60    | Soles          | Auditorio Miguel Barragán                | 13 de octubre | 20:00 |

| Dorados        | 86-90    | Mineros      | Gimnasio Manuel Bernardo Aguirre | 16 de octubre | 20:00 |
| Freseros       | 88-84    | Halcones     | Inforum Irapuato                 | 16 de octubre | 20:00 |
| Halcones Rojos | 101-82   | Correcaminos | Auditorio Benito Juárez          | 16 de octubre | 20:00 |
| Soles          | 80-98    | Plateros     | Auditorio PSF                    | 16 de octubre | 20:00 |
| Fuerza Regia   | 79-87 TE | Santos       | Gimnasio Nuevo León Unido        | 16 de octubre | 20:00 |
| Astros         | 70-93    | Libertadores | Arena Astros                     | 16 de octubre | 20:15 |
| Panteras       | 92-82    | Abejas       | Auditorio Hermanos Carreón       | 16 de octubre | 20:30 |
| Halcones Rojos | 118-92   | Correcaminos | Auditorio Benito Juárez          | 17 de octubre | 20:00 |
| Dorados        | 88-76    | Mineros      | Gimnasio Manuel Bernardo Aguirre | 17 de octubre | 20:00 |
| Freseros       | 82-89    | Halcones     | Inforum Irapuato                 | 17 de octubre | 20:00 |
| Soles          | 87-76    | Plateros     | Auditorio PSF                    | 17 de octubre | 20:00 |
| Fuerza Regia   | 91-73    | Santos       | Gimnasio Nuevo León Unido        | 17 de octubre | 20:00 |
| Astros         | 80-69    | Libertadores | Arena Astros                     | 17 de octubre | 20:15 |
| Panteras       | 96-82    | Abejas       | Auditorio Hermanos Carreón       | 17 de octubre | 20:30 |

| Correcaminos | 73-80  | Soles          | Gimnasio Multidisciplinario Victoria     | 20 de octubre | 19:00 |
| Halcones     | 85-84  | Panteras       | Gimnasio Universitario "Nido del Halcón" | 20 de octubre | 20:00 |
| Fuerza Regia | 87-70  | Dorados        | Gimnasio Nuevo León Unido                | 20 de octubre | 20:00 |
| Libertadores | 111-75 | Halcones Rojos | Auditorio Gral. José María Arteaga       | 20 de octubre | 20:00 |
| Santos       | 75-88  | Plateros       | Auditorio Miguel Barragán                | 20 de octubre | 20:00 |
| Mineros      | 94-74  | Freseros       | Gimnasio Prof. Marcelino González        | 20 de octubre | 20:05 |
| Abejas       | 81-69  | Astros         | Domo de la Feria                         | 20 de octubre | 20:15 |
| Fuerza Regia | 89-93  | Dorados        | Gimnasio Nuevo León Unido                | 21 de octubre | 16:00 |
| Libertadores | 99-79  | Halcones Rojos | Auditorio Gral. José María Arteaga       | 21 de octubre | 18:00 |
| Abejas       | 97-82  | Astros         | Domo de la Feria                         | 21 de octubre | 18:15 |
| Correcaminos | 88-83  | Soles          | Gimnasio Multidisciplinario Victoria     | 21 de octubre | 19:00 |
| Halcones     | 84-74  | Panteras       | Gimnasio Universitario "Nido del Halcón" | 21 de octubre | 19:00 |
| Santos       | 86-92  | Plateros       | Auditorio Miguel Barragán                | 21 de octubre | 20:00 |
| Mineros      | 85-105 | Freseros       | Gimnasio Prof. Marcelino González        | 21 de octubre | 20:05 |

| Freseros       | 80-81   | Fuerza Regia | Inforum Irapuato                 | 26 de octubre | 19:30 |
| Plateros       | 126-101 | Correcaminos | Gimnasio Solidaridad             | 26 de octubre | 20:00 |
| Dorados        | 96-84   | Santos       | Gimnasio Manuel Bernardo Aguirre | 26 de octubre | 20:00 |
| Soles          | 74-77   | Libertadores | Auditorio PSF                    | 26 de octubre | 20:00 |
| Astros         | 102-77  | Halcones     | Arena Astros                     | 26 de octubre | 20:15 |
| Freseros       | 83-77   | Fuerza Regia | Inforum Irapuato                 | 27 de octubre | 19:30 |
| Plateros       | 96-83   | Correcaminos | Gimnasio Solidaridad             | 27 de octubre | 20:00 |
| Dorados        | 77-97   | Santos       | Gimnasio Manuel Bernardo Aguirre | 27 de octubre | 20:00 |
| Soles          | 79-81   | Libertadores | Auditorio PSF                    | 27 de octubre | 20:00 |
| Astros         | 89-78   | Halcones     | Arena Astros                     | 27 de octubre | 18:15 |
| Panteras       | 96-93   | Mineros      | Auditorio Hermanos Carreón       | 27 de octubre | 20:30 |
| Halcones Rojos | 92-84   | Abejas       | Auditorio Benito Juárez          | 28 de octubre | 20:00 |
| Panteras       | 102-97  | Mineros      | Auditorio Hermanos Carreón       | 28 de octubre | 20:30 |
| Halcones Rojos | 100-107 | Abejas       | Auditorio Benito Juárez          | 29 de octubre | 18:15 |

| Plateros       | 90-96      | Libertadores | Gimnasio Solidaridad       | 3 de noviembre | 20:00 |
| Abejas         | 101-85     | Soles        | Domo de la Feria           | 3 de noviembre | 20:00 |
| Halcones Rojos | 82-83      | Halcones     | Auditorio Benito Juárez    | 3 de noviembre | 20:00 |
| Freseros       | 106-105 TE | Dorados      | Inforum Irapuato           | 3 de noviembre | 20:00 |
| Santos         | 95-81      | Correcaminos | Auditorio Miguel Barragán  | 3 de noviembre | 20:00 |
| Astros         | 111-80     | Mineros      | Arena Astros               | 3 de noviembre | 20:15 |
| Panteras       | 81-76      | Fuerza Regia | Auditorio Hermanos Carreón | 3 de noviembre | 20:30 |
| Abejas         | 75-78      | Soles        | Domo de la Feria           | 4 de noviembre | 20:00 |
| Plateros       | 89-92      | Libertadores | Gimnasio Solidaridad       | 4 de noviembre | 20:00 |
| Halcones Rojos | 79-76      | Halcones     | Auditorio Benito Juárez    | 4 de noviembre | 20:00 |
| Astros         | 106-76     | Mineros      | Arena Astros               | 4 de noviembre | 20:00 |
| Freseros       | 90-87      | Dorados      | Inforum Irapuato           | 4 de noviembre | 20:00 |
| Panteras       | 77-96      | Fuerza Regia | Auditorio Hermanos Carreón | 4 de noviembre | 20:00 |
| Santos         | 110-82     | Correcaminos | Auditorio Miguel Barragán  | 4 de noviembre | 20:00 |

Fuente: Calendario LIGA SÍSNova LNBP 2023

### Clasificación
JJ = Juegos Jugados, JG = Juegos Ganados, JP = Juegos Perdidos, PF= Puntos a Favor, PC = Puntos en Contra, Dif. = Diferencia de puntos, Ptos. = Puntos = (JGx2)+(JP)
|                                                                           | Equipo                          | JJ | JG | JP | PF   | PC   | Dif. | Ptos. |
| ------------------------------------------------------------------------- | ------------------------------- | -- | -- | -- | ---- | ---- | ---- | ----- |
| 1                                                                         | Libertadores de Querétaro       | 28 | 21 | 7  | 2528 | 2247 | 281  | 49    |
| 2                                                                         | Abejas de León                  | 28 | 19 | 9  | 2469 | 2318 | 151  | 47    |
| 3                                                                         | Astros de Jalisco               | 28 | 19 | 9  | 2548 | 2340 | 208  | 47    |
| 4                                                                         | Fuerza Regia de Monterrey       | 28 | 19 | 9  | 2364 | 2176 | 188  | 47    |
| 5                                                                         | Halcones de Xalapa              | 28 | 16 | 12 | 2354 | 2376 | -22  | 44    |
| 6                                                                         | Plateros de Fresnillo           | 28 | 16 | 12 | 2463 | 2453 | 10   | 44    |
| 7                                                                         | Santos del Potosí               | 28 | 16 | 12 | 2402 | 2309 | 93   | 44    |
| 8                                                                         | Panteras de Aguascalientes      | 28 | 16 | 12 | 2450 | 2382 | 68   | 44    |
| 9                                                                         | Dorados de Chihuahua            | 28 | 13 | 15 | 2355 | 2353 | 2    | 41    |
| 10                                                                        | Halcones Rojos de Veracruz      | 28 | 12 | 16 | 2331 | 2400 | -69  | 40    |
| 10                                                                        | Mineros de Zacatecas            | 28 | 11 | 17 | 2424 | 2514 | -90  | 39    |
| 12                                                                        | Soles de Mexicali               | 28 | 8  | 20 | 2157 | 2331 | -174 | 36    |
| 13                                                                        | Freseros de Irapuato            | 28 | 8  | 20 | 2383 | 2567 | -184 | 36    |
| 14                                                                        | Correcaminos de la UAT Victoria | 28 | 2  | 26 | 2354 | 2816 | -462 | 30    |
| Fuente: Liga Nacional de Baloncesto Profesional; actualización automática |                                 |    |    |    |      |      |      |       |
| * Actualizada al 4 de noviembre de 2023.                                  |                                 |    |    |    |      |      |      |       |

- Clasificados a Playoffs.

### Copa Value
Participaron ocho de los 14 conjuntos de LNBP mejor clasificados hasta la mitad de campaña 2023.
|  | Cuartos de final      | Cuartos de final      | Cuartos de final      |              |    | Semifinales      | Semifinales      | Semifinales      |  |   | Final            | Final            | Final            |  |
|  | 27 - 28 de septiembre | 27 - 28 de septiembre | 27 - 28 de septiembre |              |    | 29 de septiembre | 29 de septiembre | 29 de septiembre |  |   | 30 de septiembre | 30 de septiembre | 30 de septiembre |  |
|  |                       |                       |                       |              |    |                  |                  |                  |  |   |                  |                  |                  |  |
|  |                       |                       |                       |              |    |                  |                  |                  |  |   |                  |                  |                  |  |
|  | 1                     | Fuerza Regia          | 86                    |              |    |                  |                  |                  |  |   |                  |                  |                  |  |
|  | 1                     | Fuerza Regia          | 86                    |              |    |                  |                  |                  |  |   |                  |                  |                  |  |
|  | 8                     | Santos                | 61                    |              |    |                  |                  |                  |  |   |                  |                  |                  |  |
|  | 8                     | Santos                | 61                    |              | 1  | Fuerza Regia     | 90               |                  |  |   |                  |                  |                  |  |
|  | 27 de septiembre      |                       |                       |              | 1  | Fuerza Regia     | 90               |                  |  |   |                  |                  |                  |  |
|  |                       |                       | 6                     | Dorados      | 81 |                  |                  |                  |  |   |                  |                  |                  |  |
|  | 3                     | Abejas                | 6                     | Dorados      | 81 | 86               |                  |                  |  |   |                  |                  |                  |  |
|  | 3                     | Abejas                |                       |              |    |                  |                  |                  |  |   |                  |                  |                  |  |
|  | 6                     | Dorados               | 103                   |              |    |                  |                  |                  |  |   |                  |                  |                  |  |
|  | 6                     | Dorados               | 103                   |              |    |                  |                  |                  |  | 1 | Fuerza Regia     | 98               |                  |  |
|  |                       |                       |                       |              |    |                  |                  |                  |  | 1 | Fuerza Regia     | 98               |                  |  |
|  |                       |                       | 5                     | Libertadores | 89 |                  |                  |                  |  |   |                  |                  |                  |  |
|  | 4                     | Halcones              | 5                     | Libertadores | 89 | 82               |                  |                  |  |   |                  |                  |                  |  |
|  | 4                     | Halcones              |                       |              |    |                  |                  |                  |  |   |                  |                  |                  |  |
|  | 5                     | Libertadores          | 91                    |              |    |                  |                  |                  |  |   |                  |                  |                  |  |
|  | 5                     | Libertadores          | 91                    |              | 5  | Libertadores     | 84               |                  |  |   |                  |                  |                  |  |
|  | 28 de septiembre      |                       |                       |              | 5  | Libertadores     | 84               |                  |  |   |                  |                  |                  |  |
|  |                       |                       | 2                     | Astros       | 70 |                  |                  |                  |  |   |                  |                  |                  |  |
|  | 2                     | Astros                | 2                     | Astros       | 70 | 82               |                  |                  |  |   |                  |                  |                  |  |
|  | 2                     | Astros                |                       |              |    |                  |                  |                  |  |   |                  |                  |                  |  |
|  | 7                     | Panteras              | 65                    |              |    |                  |                  |                  |  |   |                  |                  |                  |  |
|  | 7                     | Panteras              | 65                    |              |    |                  |                  |                  |  |   |                  |                  |                  |  |
|  |                       |                       |                       |              |    |                  |                  |                  |  |   |                  |                  |                  |  |

#### Cuartos de final
| 27 de septiembre, 18:00 | Fuerza Regia de Monterrey                                        | 86–61                | Santos del Potosí                                                                    | Chihuahua                                  |  |
|                         | Parciales: 19-19, 31-15, 18-13, 18-14                            |                      |                                                                                      |                                            |  |
|                         | Estadísticas Marquis Wright (16) Aaron Fuller (8) Paul Stoll (5) | Reporte Pts Reb Asts | Estadísticas (13) Timajh Parker-Rivera (8) Timajh Parker-Rivera (4) Tjader Fernández | Pabellón: Gimnasio Manuel Bernardo Aguirre |  |

| 27 de septiembre, 20:30 | Abejas de León                                                               | 86–103               | Dorados de Chihuahua                                                         | Chihuahua                                  |  |
|                         | Parciales: 16-39, 17-15, 31-22, 22-27                                        |                      |                                                                              |                                            |  |
|                         | Estadísticas Markeith Cummings (29) Markeith Cummings (8) David Cubillán (5) | Reporte Pts Reb Asts | Estadísticas (33) Cleveland Thomas (8) Cleveland Thomas (6) Anyeuri Castillo | Pabellón: Gimnasio Manuel Bernardo Aguirre |  |

| 28 de septiembre, 18:00 | Halcones de Xalapa                                                        | 82–91                | Libertadores de Querétaro                                                           | Chihuahua                                  |  |
|                         | Parciales: 25-22, 20-27, 16-19, 21-23                                     |                      |                                                                                     |                                            |  |
|                         | Estadísticas Davaunta Thomas (19) Israel Gutiérrez (4) Tres jugadores (3) | Reporte Pts Reb Asts | Estadísticas (26) Avry Holmes (6) E. Wembi, B. Boatwright (5) B. Frazier, A. Holmes | Pabellón: Gimnasio Manuel Bernardo Aguirre |  |

| 28 de septiembre, 20:30 | Astros de Jalisco                                                       | 82–65                | Panteras de Aguascalientes                                                        | Chihuahua                                  |  |
|                         | Parciales: 20-20, 21-20, 17-11, 24-14                                   |                      |                                                                                   |                                            |  |
|                         | Estadísticas Jordan Loveridge (20) Erik Thomas (8) Jordan Loveridge (4) | Reporte Pts Reb Asts | Estadísticas (15) Idris Alvarado (5) Christian Negrón (3) B. Conklin, I. Alvarado | Pabellón: Gimnasio Manuel Bernardo Aguirre |  |

#### Semifinales
| 29 de septiembre, 18:00 | Astros de Jalisco                                                                  | 70–84                | Libertadores de Querétaro                                            | Chihuahua                                  |  |
|                         | Parciales: 15-29, 22-12, 14-24, 19-19                                              |                      |                                                                      |                                            |  |
|                         | Estadísticas Jordan Loveridge (18) Jordan Loveridge (6) C. Cortés, J. Anderson (3) | Reporte Pts Reb Asts | Estadísticas (20) Branden Frazier (6) Skylar Spencer (4) Avry Holmes | Pabellón: Gimnasio Manuel Bernardo Aguirre |  |

| 29 de septiembre, 20:30 | Fuerza Regia de Monterrey                                                | 90–81                | Dorados de Chihuahua                                                        | Chihuahua                                  |  |
|                         | Parciales: 27-10, 23-23, 19-22, 21-26                                    |                      |                                                                             |                                            |  |
|                         | Estadísticas Marquis Wright (21) Harvey Grant III (8) Tres jugadores (4) | Reporte Pts Reb Asts | Estadísticas (27) Mikhel McKinney (7) Eric Thompson Jr. (5) Mikhel McKinney | Pabellón: Gimnasio Manuel Bernardo Aguirre |  |

#### Final
| 30 de septiembre, 20:30 | Fuerza Regia de Monterrey                                               | 98–89                | Libertadores de Querétaro                                            | Chihuahua                                  |  |
|                         | Parciales: 25-27, 24-18, 30-22, 19-22                                   |                      |                                                                      |                                            |  |
|                         | Estadísticas Daniel Bejarano (18) Daniel Bejarano (4) Gabriel Girón (6) | Reporte Pts Reb Asts | Estadísticas (22) Avry Holmes (5) Tres jugadores (5) Branden Frazier | Pabellón: Gimnasio Manuel Bernardo Aguirre |  |

### Playoffs
|  | Semifinales de Zona | Semifinales de Zona | Semifinales de Zona |              |   | Finales de Zona                  | Finales de Zona                  | Finales de Zona                  |  |   | Gran Final          | Gran Final          | Gran Final          |  |
|  | 9 - 20 de noviembre | 9 - 20 de noviembre | 9 - 20 de noviembre |              |   | 23 de noviembre - 4 de diciembre | 23 de noviembre - 4 de diciembre | 23 de noviembre - 4 de diciembre |  |   | 7 - 14 de diciembre | 7 - 14 de diciembre | 7 - 14 de diciembre |  |
|  |                     |                     |                     |              |   |                                  |                                  |                                  |  |   |                     |                     |                     |  |
|  |                     |                     |                     |              |   |                                  |                                  |                                  |  |   |                     |                     |                     |  |
|  | 1                   | Libertadores        | 4                   |              |   |                                  |                                  |                                  |  |   |                     |                     |                     |  |
|  | 1                   | Libertadores        | 4                   |              |   |                                  |                                  |                                  |  |   |                     |                     |                     |  |
|  | 8                   | Panteras            | 2                   |              |   |                                  |                                  |                                  |  |   |                     |                     |                     |  |
|  | 8                   | Panteras            | 2                   |              | 1 | Libertadores                     | 2                                |                                  |  |   |                     |                     |                     |  |
|  | Zona Caliente       |                     |                     |              | 1 | Libertadores                     | 2                                |                                  |  |   |                     |                     |                     |  |
|  |                     |                     | 3                   | Astros       | 4 |                                  |                                  |                                  |  |   |                     |                     |                     |  |
|  | 3                   | Astros              | 3                   | Astros       | 4 | 4                                |                                  |                                  |  |   |                     |                     |                     |  |
|  | 3                   | Astros              |                     |              |   |                                  |                                  |                                  |  |   |                     |                     |                     |  |
|  | 6                   | Plateros            | 0                   |              |   |                                  |                                  |                                  |  |   |                     |                     |                     |  |
|  | 6                   | Plateros            | 0                   |              |   |                                  |                                  |                                  |  | 3 | Astros              | 1                   |                     |  |
|  |                     |                     |                     |              |   |                                  |                                  |                                  |  | 3 | Astros              | 1                   |                     |  |
|  |                     |                     | 4                   | Fuerza Regia | 4 |                                  |                                  |                                  |  |   |                     |                     |                     |  |
|  | 2                   | Abejas              | 4                   | Fuerza Regia | 4 | 4                                |                                  |                                  |  |   |                     |                     |                     |  |
|  | 2                   | Abejas              |                     |              |   |                                  |                                  |                                  |  |   |                     |                     |                     |  |
|  | 7                   | Santos              | 2                   |              |   |                                  |                                  |                                  |  |   |                     |                     |                     |  |
|  | 7                   | Santos              | 2                   |              | 2 | Abejas                           | 0                                |                                  |  |   |                     |                     |                     |  |
|  | Zona PUNTO CHG      |                     |                     |              | 2 | Abejas                           | 0                                |                                  |  |   |                     |                     |                     |  |
|  |                     |                     | 4                   | Fuerza Regia | 4 |                                  |                                  |                                  |  |   |                     |                     |                     |  |
|  | 4                   | Fuerza Regia        | 4                   | Fuerza Regia | 4 | 4                                |                                  |                                  |  |   |                     |                     |                     |  |
|  | 4                   | Fuerza Regia        |                     |              |   |                                  |                                  |                                  |  |   |                     |                     |                     |  |
|  | 5                   | Halcones            | 1                   |              |   |                                  |                                  |                                  |  |   |                     |                     |                     |  |
|  | 5                   | Halcones            | 1                   |              |   |                                  |                                  |                                  |  |   |                     |                     |                     |  |
|  |                     |                     |                     |              |   |                                  |                                  |                                  |  |   |                     |                     |                     |  |

#### Semifinales de Zona
Zona Caliente

###### (1) Libertadores de Querétaro vs. (8) Panteras de Aguascalientes
| 9 de noviembre, 20:15 | Libertadores de Querétaro                                        | 71–97                | Panteras de Aguascalientes                                               | Querétaro                                      |  |
|                       | Parciales: 17-17, 22-23, 9-33, 23-24                             |                      |                                                                          |                                                |  |
|                       | Estadísticas Avry Holmes (13) Skylar Spencer (8) Avry Holmes (5) | Reporte Pts Reb Asts | Estadísticas (22) Tyguan Rolón (6) Fabián Jaimes (4) T. Rolón, J. Martin | Pabellón: Auditorio General José María Arteaga |  |

| 10 de noviembre, 20:15 | Libertadores de Querétaro                                                | 80–73                | Panteras de Aguascalientes                                                 | Querétaro                                      |  |
|                        | Parciales: 26-21, 15-15, 16-12, 23-25                                    |                      |                                                                            |                                                |  |
|                        | Estadísticas Branden Frazier (23) Skylar Spencer (8) Branden Frazier (3) | Reporte Pts Reb Asts | Estadísticas (16) T.Rolón, J. De Jesús (8) Fabián Jaimes (3) Brian Conklin | Pabellón: Auditorio General José María Arteaga |  |

| 13 de noviembre, 20:30 | Panteras de Aguascalientes                                     | 75–95                | Libertadores de Querétaro                                                                    | Aguascalientes                       |  |
|                        | Parciales: 19-25, 22-27, 16-17, 18-26                          |                      |                                                                                              |                                      |  |
|                        | Estadísticas Gary Ricks (14) Gary Ricks (4) Idris Alvarado (3) | Reporte Pts Reb Asts | Estadísticas (21) Bennie Boatwright III (11) Bennie Boatwright III (6) Bennie Boatwright III | Pabellón: Auditorio Hermanos Carreón |  |

| 14 de noviembre, 20:30 | Panteras de Aguascalientes                                                    | 71–73                | Libertadores de Querétaro                                                              | Aguascalientes                       |  |
|                        | Parciales: 21-14, 19-23, 16-21, 13-11 (T.E.: 2-4)                             |                      |                                                                                        |                                      |  |
|                        | Estadísticas Brock Boone (19) Christian Negrón (12) B. Conklin, J. Martin (4) | Reporte Pts Reb Asts | Estadísticas (20) Bennie Boatwright III (10) Bennie Boatwright III (7) Branden Frazier | Pabellón: Auditorio Hermanos Carreón |  |

| 16 de noviembre, 20:30 | Panteras de Aguascalientes                                          | 84–79                | Libertadores de Querétaro                                            | Aguascalientes                       |  |
|                        | Parciales: 17-14, 25-24, '24-14, 18-27                              |                      |                                                                      |                                      |  |
|                        | Estadísticas Jezreel De Jesús (25) Brock Boone (10) Brock Boone (4) | Reporte Pts Reb Asts | Estadísticas (16) Avry Holmes (8) Skylar Spencer (5) Tyrik Armstrong | Pabellón: Auditorio Hermanos Carreón |  |

| 19 de noviembre, 16:15 | Libertadores de Querétaro                                                            | 86–76                | Panteras de Aguascalientes                                             | Querétaro                                      |  |
|                        | Parciales: 25-28, 17-22, 23-13, 21-13                                                |                      |                                                                        |                                                |  |
|                        | Estadísticas Bennie Boatwright III (20) Bennie Boatwright III (10) Emanuel Wembi (5) | Reporte Pts Reb Asts | Estadísticas (17) Brian Conklin (6) Fabián Jaimes (7) Jezreel De Jesús | Pabellón: Auditorio General José María Arteaga |  |

###### (3) Astros de Jalisco vs. (6) Plateros de Fresnillo
| 9 de noviembre, 20:15 | Astros de Jalisco                                                            | 99–86                | Plateros de Fresnillo                                                  | Guadalajara            |  |
|                       | Parciales: 30-16, 25-23, 24-19, 20-28                                        |                      |                                                                        |                        |  |
|                       | Estadísticas Jordan Loveridge (16) Jonatan Machado (9) Jeffrey Ledbetter (6) | Reporte Pts Reb Asts | Estadísticas (17) David Huertas (12) Joshua Ibarra (4) Terrel Holloway | Pabellón: Arena Astros |  |

| 10 de noviembre, 20:15 | Astros de Jalisco                                                         | 85–79                | Plateros de Fresnillo                                              | Guadalajara            |  |
|                        | Parciales: 28-22, 23-18, 19-25, 15-14                                     |                      |                                                                    |                        |  |
|                        | Estadísticas Jeff Ledbetter (20) Jordan Loveridge (9) Jerime Anderson (5) | Reporte Pts Reb Asts | Estadísticas (18) Jamil Wilson (17) Joshua Ibarra (4) Jamil Wilson | Pabellón: Arena Astros |  |

| 13 de noviembre, 20:00 | Plateros de Fresnillo                                                 | 77–85                | Astros de Jalisco                                                         | Fresnillo                                |  |
|                        | Parciales: 23-19, 19-19, 17-29, 18-18                                 |                      |                                                                           |                                          |  |
|                        | Estadísticas Terrel Holloway (16) Joshua Ibarra (15) Jamil Wilson (7) | Reporte Pts Reb Asts | Estadísticas (22) Jordan Loveridge (9) Juvonte Reddic (6) Jerime Anderson | Pabellón: Gimnasio Solidaridad Municipal |  |

| 14 de noviembre, 20:00 | Plateros de Fresnillo                                                        | 89–95                | Astros de Jalisco                                                              | Fresnillo                                |  |
|                        | Parciales: 21-19, 25-22, 23-29, 20-25                                        |                      |                                                                                |                                          |  |
|                        | Estadísticas Tanksley Efianayi (21) Gani Lawal Jr. (15) Terrel Holloway (13) | Reporte Pts Reb Asts | Estadísticas (18) Juvonte Reddic (7) Juvonte Reddic (7) J. Anderson, C. Cortés | Pabellón: Gimnasio Solidaridad Municipal |  |

Zona PUNTO CHG

###### (2) Abejas de León vs. (7) Santos del Potosí
| 9 de noviembre, 20:00 | Abejas de León                                                                 | 89–77                | Santos del Potosí                                                                    | León                       |  |
|                       | Parciales: 23-19, 27-19, 19-25, 20-14                                          |                      |                                                                                      |                            |  |
|                       | Estadísticas Wayne Langston (22) Wayne Langston (11) W. Langston, C. Demps (6) | Reporte Pts Reb Asts | Estadísticas (19) J. Erazo, T. Fernández (6) J. Erazo, T. Parker (8) Eugenio Luzcano | Pabellón: Domo de la Feria |  |

| 10 de noviembre, 20:00 | Abejas de León                                                  | 82–72                | Santos del Potosí                                                          | León                       |  |
|                        | Parciales: 22-23, 25-17, 13-16, 22-16                           |                      |                                                                            |                            |  |
|                        | Estadísticas Cody Demps (16) Wayne Langston (7) Joseph Soto (7) | Reporte Pts Reb Asts | Estadísticas (20) Adonys Henriquez (15) Timajh Parker (5) Eugenio Luzcando | Pabellón: Domo de la Feria |  |

| 13 de noviembre, 20:00 | Santos del Potosí                                                             | 91–80                | Abejas de León                                                                  | San Luis Potosí                     |  |
|                        | Parciales: 23-21, 20-16, 24-27, 24-16                                         |                      |                                                                                 |                                     |  |
|                        | Estadísticas Adonys Henriquez (30) Adonys Henriquez (10) Tjader Fernández (5) | Reporte Pts Reb Asts | Estadísticas (17) Markeith Cummings (6) A. Elsener, C. Demps (8) David Cubillán | Pabellón: Auditorio Miguel Barragán |  |

| 14 de noviembre, 20:00 | Santos del Potosí                                                      | 89–84                | Abejas de León                                                     | San Luis Potosí                     |  |
|                        | Parciales: 24-24, 28-19, 12-19, 25-22                                  |                      |                                                                    |                                     |  |
|                        | Estadísticas Tjader Fernández (20) Tres jugadores (5) Omar De Haro (5) | Reporte Pts Reb Asts | Estadísticas (18) Alexis Elsener (7) Cody Demps (6) David Cubillán | Pabellón: Auditorio Miguel Barragán |  |

| 16 de noviembre, 20:00 | Santos del Potosí                                                       | 94–97                | Abejas de León                                                             | San Luis Potosí                     |  |
|                        | Parciales: 37-30, 17-20, 16-17, 15-18 (T.E.: 9-12)                      |                      |                                                                            |                                     |  |
|                        | Estadísticas Josué Erazo (29) Reginald Becton (12) Eugenio Luzcando (8) | Reporte Pts Reb Asts | Estadísticas (39) Markeith Cummings (9) Markeith Cummings (11) Joseph Soto | Pabellón: Auditorio Miguel Barragán |  |

| 19 de noviembre, 17:00 | Abejas de León                                                         | 77–66                | Santos del Potosí                                                                   | León                       |  |
|                        | Parciales: 20-16, 21-10, 18-18, 18-22                                  |                      |                                                                                     |                            |  |
|                        | Estadísticas Alexis Elsener (21) Markeith Cummings (8) Joseph Soto (5) | Reporte Pts Reb Asts | Estadísticas (17) Tjader Fernández (9) Barry Chinedu (3) T. Fernández, A. Henriquez | Pabellón: Domo de la Feria |  |

###### (4) Fuerza Regia de Monterrey vs. (5) Halcones Xalapa|Halcones de Xalapa
| 9 de noviembre, 20:00 | Fuerza Regia de Monterrey                                                     | 75–64                | Halcones de Xalapa                                                   | Monterrey                                   |  |
|                       | Parciales: 19-22, 14-15, 26-14, 16-13                                         |                      |                                                                      |                                             |  |
|                       | Estadísticas Shonn Miller (16) S. Miller, H. Grant III (6) Marquis Wright (6) | Reporte Pts Reb Asts | Estadísticas (16) Justin Keenan (7) Justin Keenan (6) Diante Garrett | Pabellón: Gimnasio Nuevo León Independiente |  |

| 10 de noviembre, 20:00 | Fuerza Regia de Monterrey                                                     | 85–67                | Halcones de Xalapa                                                          | Monterrey                                   |  |
|                        | Parciales: 23-16, 19-19, 25-19, 18-13                                         |                      |                                                                             |                                             |  |
|                        | Estadísticas Lucas Faggiano (13) H. Grant III, J. J. Avila (7) Paul Stoll (7) | Reporte Pts Reb Asts | Estadísticas (26) Cameron Clark (6) Justin Keenan (4) E. Andujar, J. Keenan | Pabellón: Gimnasio Nuevo León Independiente |  |

| 13 de noviembre, 20:00 | Halcones de Xalapa                                                         | 101–98               | Fuerza Regia de Monterrey                                            | Xalapa                                             |  |
|                        | Parciales: 32-21, 12-25, 31-23, 16-22 (T.E.: 10-7)                         |                      |                                                                      |                                                    |  |
|                        | Estadísticas Shaquille Johnson (36) Justin Keenan (8) Alexander Abreu (10) | Reporte Pts Reb Asts | Estadísticas (19) Harvey Grant III (8) Shonn Miller (6) Shonn Miller | Pabellón: Gimnasio Universitario "Nido del Halcón" |  |

| 14 de noviembre, 20:00 | Halcones de Xalapa                                                            | 83–90                | Fuerza Regia de Monterrey                                                     | Xalapa                                             |  |
|                        | Parciales: 16-24, 20-18, 30-25, 17-23                                         |                      |                                                                               |                                                    |  |
|                        | Estadísticas Shaquille Johnson (23) Daniel Hamilton (5) Shaquille Johnson (8) | Reporte Pts Reb Asts | Estadísticas (24) Daniel Bejarano (10) Shonn Miller (5) L. Faggiano, P. Stoll | Pabellón: Gimnasio Universitario "Nido del Halcón" |  |

| 16 de noviembre, 20:00 | Halcones de Xalapa                                                    | 85–88                | Fuerza Regia de Monterrey                                           | Xalapa                                             |  |
|                        | Parciales: 20-20, 25-23, 23-29, 17-16                                 |                      |                                                                     |                                                    |  |
|                        | Estadísticas Daniel Hamilton (18) Justin Keenan (7) Jorge Camacho (5) | Reporte Pts Reb Asts | Estadísticas (28) Daniel Bejarano (6) Cecil Williams (6) Paul Stoll | Pabellón: Gimnasio Universitario "Nido del Halcón" |  |

#### Finales de Zona
Zona Caliente

###### (1) Libertadores de Querétaro vs. (3) Astros de Jalisco
| 23 de noviembre, 20:15 | Libertadores de Querétaro                                                              | 94–96                | Astros de Jalisco                                                            | Querétaro                                      |  |
|                        | Parciales: 27-40, 24-16, 26-23, 17-17                                                  |                      |                                                                              |                                                |  |
|                        | Estadísticas Bennie Boatwright III (24) Emanuel Wembi (8) T. Armstrong, B. Frazier (4) | Reporte Pts Reb Asts | Estadísticas (20) Jeffrey Ledbetter (7) Juvonte Reddic (5) Jeffrey Ledbetter | Pabellón: Auditorio General José María Arteaga |  |

| 24 de noviembre, 20:15 | Libertadores de Querétaro                                              | 83–85                | Astros de Jalisco                                                                    | Querétaro                                      |  |
|                        | Parciales: 23-24, 14-18, 18-19, 28-24                                  |                      |                                                                                      |                                                |  |
|                        | Estadísticas Branden Frazier (32) Gerome Henry (9) Branden Frazier (4) | Reporte Pts Reb Asts | Estadísticas (23) Jeffrey Ledbetter (5) D. Conger, B. DeBisschop (4) Jerime Anderson | Pabellón: Auditorio General José María Arteaga |  |

| 27 de noviembre, 20:15 | Astros de Jalisco                                                            | 86–96                | Libertadores de Querétaro                                        | Guadalajara            |  |
|                        | Parciales: 20-28, 24-23, 29-22, 13-23                                        |                      |                                                                  |                        |  |
|                        | Estadísticas Jordan Loveridge (24) Brooks DeBisschop (9) Cristian Cortés (6) | Reporte Pts Reb Asts | Estadísticas (23) Gerome Henry (8) Gerome Henry (5) Gerome Henry | Pabellón: Arena Astros |  |

| 28 de noviembre, 20:15 | Astros de Jalisco                                                             | 83–89                | Libertadores de Querétaro                                           | Guadalajara            |  |
|                        | Parciales: 26-22, 13-26, 13-21, 31-20                                         |                      |                                                                     |                        |  |
|                        | Estadísticas Jeffrey Ledbetter (16) Jordan Loveridge (8) Jordan Loveridge (5) | Reporte Pts Reb Asts | Estadísticas (20) Gerome Henry (6) Gerome Henry (4) Branden Frazier | Pabellón: Arena Astros |  |

| 30 de noviembre, 20:15 | Astros de Jalisco                                                             | 94–85                | Libertadores de Querétaro                                          | Guadalajara            |  |
|                        | Parciales: 29-26, 16-18, 22-24, 27-17                                         |                      |                                                                    |                        |  |
|                        | Estadísticas Juvonte Reddic (22) J. Reddic, C. Cortés (7) Jerime Anderson (5) | Reporte Pts Reb Asts | Estadísticas (26) Branden Frazier (5) Gerome Henry (5) Avry Holmes | Pabellón: Arena Astros |  |

| 3 de diciembre, 16:15 | Libertadores de Querétaro                                            | 83–97                | Astros de Jalisco                                                           | Querétaro                                      |  |
|                       | Parciales: 21-26, 19-21, 23-27, 20-23                                |                      |                                                                             |                                                |  |
|                       | Estadísticas Avry Holmes (22) Skylar Spencer (7) Branden Frazier (5) | Reporte Pts Reb Asts | Estadísticas (19) Jerime Anderson (10) Demetrius Conger (6) Jerime Anderson | Pabellón: Auditorio General José María Arteaga |  |

Zona PUNTO CHG

###### (2) Abejas de León vs. (4) Fuerza Regia de Monterrey
| 23 de noviembre, 18:00 | Fuerza Regia de Monterrey                                        | 72–55                | Abejas de León                                                                  | Monterrey                                   |  |
|                        | Parciales: 19-26, 20-8, 20-8, 13-13                              |                      |                                                                                 |                                             |  |
|                        | Estadísticas Shonn Miller (18) Tres jugadores (6) Paul Stoll (7) | Reporte Pts Reb Asts | Estadísticas (12) Wayne Langston (8) Wayne Langston (3) A. Elsener, D. Cubillán | Pabellón: Gimnasio Nuevo León Independiente |  |

| 24 de noviembre, 18:00 | Fuerza Regia de Monterrey                                                 | 81–77                | Abejas de León                                                                     | Monterrey                                   |  |
|                        | Parciales: 16-19, 15-23, 13-13, 25-14 (T.E.: 12-8)                        |                      |                                                                                    |                                             |  |
|                        | Estadísticas Daniel Bejarano (26) Daniel Bejarano (11) Lucas Faggiano (5) | Reporte Pts Reb Asts | Estadísticas (19) David Cubillán (8) M. Cummings, T. Nuno (5) M. Cummings, J. Soto | Pabellón: Gimnasio Nuevo León Independiente |  |

| 27 de noviembre, 20:00 | Abejas de León                                                      | 99–102               | Fuerza Regia de Monterrey                                          | León                       |  |
|                        | Parciales: 21-17, 19-24, 26-29, 22-18 (T.E.: 11-14)                 |                      |                                                                    |                            |  |
|                        | Estadísticas Alexis Elsener (24) Tomas Nuno (8) David Cubillán (10) | Reporte Pts Reb Asts | Estadísticas (22) Shonn Miller (8) Harvey Grant III (6) Paul Stoll | Pabellón: Domo de la Feria |  |

| 28 de noviembre, 20:00 | Abejas de León                                                 | 74–94                | Fuerza Regia de Monterrey                                               | León                       |  |
|                        | Parciales: 15-27, 23-21, 12-28, 24-18                          |                      |                                                                         |                            |  |
|                        | Estadísticas Tomas Nuno (16) Tomas Nuno (4) Wayne Langston (5) | Reporte Pts Reb Asts | Estadísticas (23) Jhonathan Dunn (7) Daniel Bejarano (6) Marquis Wright | Pabellón: Domo de la Feria |  |

#### Gran Final

###### (3) Astros de Jalisco vs. (4) Fuerza Regia de Monterrey
| 7 de diciembre, 20:15 | Astros de Jalisco                                                            | 79–70                | Fuerza Regia de Monterrey                                                | Guadalajara            |  |
|                       | Parciales: 23-23, 22-18, 15-14, 19-15                                        |                      |                                                                          |                        |  |
|                       | Estadísticas Jordan Loveridge (18) Brooks DeBisschop (8) Jerime Anderson (4) | Reporte Pts Reb Asts | Estadísticas (19) Daniel Bejarano (5) Daniel Bejarano (4) Marquis Wright | Pabellón: Arena Astros |  |

| 8 de diciembre, 20:15 | Astros de Jalisco                                                           | 81–93                | Fuerza Regia de Monterrey                                                     | Guadalajara            |  |
|                       | Parciales: 17-28, 18-23, 25-22, 21-20                                       |                      |                                                                               |                        |  |
|                       | Estadísticas Jordan Loveridge (24) Jonatan Machado (9) Jordan Loveridge (4) | Reporte Pts Reb Asts | Estadísticas (18) Shonn Miller (6) L. Faggiano , S. Miller (5) Tres jugadores | Pabellón: Arena Astros |  |

| 11 de diciembre, 20:00 | Fuerza Regia de Monterrey                                              | 90–83                | Astros de Jalisco                                                        | Monterrey                                   |  |
|                        | Parciales: 17-15, 26-28, 30-11, 17-29                                  |                      |                                                                          |                                             |  |
|                        | Estadísticas Shonn Miller (19) Daniel Bejarano (10) Lucas Faggiano (6) | Reporte Pts Reb Asts | Estadísticas (22) Jordan Loveridge (6) Javier Mojica (8) Jerime Anderson | Pabellón: Gimnasio Nuevo León Independiente |  |

| 12 de diciembre, 20:00 | Fuerza Regia de Monterrey                                               | 93–88                | Astros de Jalisco                                                          | Monterrey                                   |  |
|                        | Parciales: 16-18, 26-22, 21-19, 30-29                                   |                      |                                                                            |                                             |  |
|                        | Estadísticas Shonn Miller (19) Harvey Grant III (13) Tres jugadores (5) | Reporte Pts Reb Asts | Estadísticas (17) Jeffrey Ledbetter (7) Juvonte Reddic (7) Jerime Anderson | Pabellón: Gimnasio Nuevo León Independiente |  |

| 14 de diciembre, 20:00 | Fuerza Regia de Monterrey                                           | 98–90                | Astros de Jalisco                                                             | Monterrey                                   |  |
|                        | Parciales: 25-19, 30-13, 24-27, 19-31                               |                      |                                                                               |                                             |  |
|                        | Estadísticas Shonn Miller (23) Shonn Miller (12) Marquis Wright (7) | Reporte Pts Reb Asts | Estadísticas (19) Jerime Anderson (7) Brooks DeBisschop (5) Jeffrey Ledbetter | Pabellón: Gimnasio Nuevo León Independiente |  |

### Líderes
- Actualizado al 4 de noviembre de 2023.[13]

#### Puntos
| Jugador           | Equipo       | Promedio |
| ----------------- | ------------ | -------- |
| Mycheal Henry     | Libertadores | 21.0     |
| Jeffrey Early Jr. | Correcaminos | 20.0     |
| Nicholas Faust    | Freseros     | 19.1     |
| Joshua Ibarra     | Plateros     | 18.9     |

#### Rebotes
| Jugador           | Equipo         | Promedio |
| ----------------- | -------------- | -------- |
| Joshua Ibarra     | Plateros       | 11.2     |
| Christopher Perry | Mineros        | 9.8      |
| Tavario Miller    | Halcones Rojos | 9.2      |
| João França       | Correcaminos   | 8.2      |

#### Asistencias
| Jugador          | Equipo   | Promedio |
| ---------------- | -------- | -------- |
| Terrell Holloway | Plateros | 6.9      |
| Walter Lemon Jr. | Mineros  | 5.8      |
| Anthony Collins  | Freseros | 5.5      |
| Joseph Soto      | Abejas   | 5.1      |

 =  Cuenta con nacionalidad mexicana. 

#### Jugadores de la jornada
| Jornada                             | Equipo Ideal |
| ----------------------------------- | --- |
| 1 (18 al 22 de agosto)              | Jeff Ledbetter (Astros) 17.0PPJ 3.0RPJ 3.5APJ Joseph Soto (Abejas) 11.5PPJ 2.0RPJ 3.0APJ Shonn Miller (Fuerza Regia) 16.5PPJ 8.5RPJ 3.0APJ Tjader Fernández (Santos) 16.5PPJ 2.5RPJ 3.0APJ Avry Holmes (Libertadores) 16.5PPJ 2.5RPJ 2.0APJ               |
| 2 (24 al 27 de agosto)              | Jordan Loveridge (Astros) 17.0PPJ 1.5RPJ 5.0APJ Wayne Langston (Abejas) 13.5PPJ 4.7RPJ 4.2APJ Terrel Halloway (Plateros) 12.7PPJ 1.2RPJ 3.0APJ Rakeem Christmas (Santos) 15.0PPJ 5.0RPJ 0.5APJ Quade Green (Halcones Rojos) 17.7PPJ 3.2RPJ 5.0APJ         |
| 3 (31 de agosto al 2 de septiembre) | Jeff Ledbetter (Astros) 22.0PPJ 5.5RPJ 4.5APJ Markeith Cummings (Abejas) 21.0PPJ 3.5RPJ 2.5APJ Marquis Wright (Fuerza Regia) 20.5PPJ 2.0RPJ 5.5APJ Shaquille Johnson (Halcones) 20.5PPJ 2.0RPJ 5.0APJ Gary Ricks (Panteras) 17.0PPJ 1.5RPJ 1.0APJ         |
| 4 & 5 (7 al 13 de septiembre)       | Jordan Loveridge (Astros) 22.5PPJ 5.0RPJ 3.0APJ Shaquille Johnson (Halcones) 21.5PPJ 2.0RPJ 6.5APJ Quade Green (Halcones Rojos) 18.5PPJ 6.0RPJ 5.0APJ Skyler Hogan (Mineros) 18.0PPJ 3.5RPJ 5.5APJ Shonn Miller (Fuerza Regia) 15.0PPJ 1.5RPJ 4.0APJ      |
| 6 (17 al 18 de septiembre)          | Alexis Elsener (Abejas) 15.0PPJ 7.1RPJ 2.3APJ Tjader Fernández (Santos) 14.2PPJ 3.4RPJ 4.1APJ Nicholas Faust (Freseros) 20.5PPJ 4.2RPJ 1.3APJ Shonn Miller (Fuerza Regia) 13.5PPJ 6.4RPJ 1.4APJ Tavario Miller (Halcones Rojos) 14.1PPJ 8.7RPJ 1.1APJ     |
| 8 (4 al 5 de octubre)               | Matthew Butler (Freseros) 24.5PPJ 5.5RPJ 2.0APJ Justin Keenan (Halcones) 21.5PPJ 7.0RPJ 1.5APJ Omar De Haro (Santos) 19.5PPJ 1.5RPJ 1.5APJ Cody Demps (Abejas) 17.5PPJ 6.5RPJ 4.5APJ Branden Frazier (Libertadores) 17.0PPJ 2.0RPJ 2.0APJ                 |
| 9 (8 al 9 de octubre)               | Tavario Miller (Halcones Rojos) 25.5PPJ 11.0RPJ 5.0APJ Ángel Matías (Panteras) 21.5PPJ 5.5RPJ 1.0APJ Christopher Perry (Mineros) 21.0PPJ 11.5RPJ 2.0APJ Joshua Ibarra (Plateros) 20.5PPJ 15.0RPJ 1.5APJ Jordan Loveridge (Astros) 17.5PPJ 2.5RPJ 1.0APJ   |
| 10 (12 al 13 de octubre)            | Wayne Langston (Abejas) 23.5PPJ 5.5RPJ 2.5APJ David Huertas (Plateros) 22.0PPJ 1.5RPJ 3.0APJ Tjader Fernández (Santos) 20.0PPJ 4.0RPJ 4.5APJ Shaquille Jhonson (Halcones) 19.0PPJ 4.5RPJ 4.5APJ Branden Frazier (Libertadores) 18.0PPJ 2.5RPJ 5.0APJ      |
| 11 (16 al 17 de octubre)            | Antwon Lillard (Freseros) 23.5PPJ 2.0RPJ 5.5APJ Joshua Ibarra (Plateros) 23.0PPJ 10.5RPJ 0.0APJ Jezreel De Jesús (Panteras) 16.5PPJ 5.0RPJ 1.5APJ Tavario Miller (Halcones Rojos) 16.0PPJ 1.0RPJ 4.5APJ Shonn Miller (Fuerza Regia) 16.0PPJ 2.0RPJ 8.5APJ |
| 13 (26 al 29 de octubre)            | Joshua Ibarra (Plateros) 24.0PPJ 14.0RPJ 2.5APJ Brian Conklin (Panteras) 22.5PPJ 7.0RPJ 4.0APJ Jordan Loveridge (Astros) 21.5PPJ 1.5RPJ 2.5APJ Avry Holmes (Libertadores) 19.5PPJ 4.0RPJ 3.5APJ Joseph Soto (Abejas) 15.5PPJ 3.0RPJ 8.5APJ                |

 =  Cuenta con nacionalidad mexicana. 

##### Mexicanos destacados
| Jornada                             | Equipo Ideal |
| ----------------------------------- | --- |
| 1 (18 al 22 de agosto)              | Gabriel Vázquez (Correcaminos) 17.5PPJ 2.5RPJ 2.0APJ Bryan Rivera (Mineros) 16.5PPJ 2.5RPJ 0.0APJ Alejandro Villanueva (Halcones Rojos) 8.5PPJ 2.0RPJ 0.0APJ Luis Andriassi (Mineros) 6.0PPJ 2.0RPJ 1.5APJ Jonathan Machado (Astros) 4.5PPJ 4.0RPJ 3.0APJ |
| 2 (24 al 27 de agosto)              | Raúl Olalde (Fuerza Regia) 9.5PPJ 4.0RPJ 2.0APJ Alejandro Villanueva (Halcones Rojos) 8.7PPJ 2.0RPJ 0.2APJ Carlos Zesati (Correcaminos) 8.0PPJ 2.5RPJ 2.5APJ Eduardo Girón (Correcaminos) 6.7PPJ 0.7RPJ 1.2APJ Paulo Arroyo (Fuerza Regia) 4.7PPJ 0.5RPJ 1.7APJ Kohl Meyer (Mineros) 4.2PPJ 1.5RPJ 1.7APJ |
| 3 (31 de agosto al 2 de septiembre) | Omar De Haro (Santos) 10.5PPJ 0.5RPJ 1.0APJ Raúl Olalde (Fuerza Regia) 10.0PPJ 4.0RPJ 1.5APJ Eduardo Girón (Correcaminos) 8.5PPJ 1.0RPJ 2.0APJ Carlos Zesati (Correcaminos) 7.5PPJ 4.0RPJ 1.5APJ Alejandro Villanueva (Halcones Rojos) 5.5PPJ 2.0RPJ 1.0APJ |
| 4 & 5 (7 al 13 de septiembre)       | Omar De Haro (Santos) 11.5PPJ 3.0RPJ 2.5APJ Israel Gutiérrez (Halcones) 11.0PPJ 4.5RPJ 1.0APJ Gabriel Girón (Fuerza Regia) 9.2PPJ 1.5RPJ 1.0APJ Fabián Jaimes (Panteras) 9.0PPJ 6.5RPJ 1.0APJ Moisés Andriassi (Astros) 9.0PPJ 0.5RPJ 0.5APJ Eduardo Girón (Correcaminos) 9.0PPJ 2.5RPJ 3.0APJ Gabriel Vázquez (Correcaminos) 8.5PPJ 2.5RPJ 0.0APJ Alejandro Villanueva (Halcones Rojos) 8.0PPJ 1.0RPJ 0.5APJ Bryan Rivera (Mineros) 7.0PPJ 2.5RPJ 3.0APJ Daniel Soto (Santos) 6.0PPJ 4.5RPJ 1.5APJ |
| 6 (17 al 18 de septiembre)          | José Estada (Halcones) 17.5PPJ 3.5RPJ 2.0APJ Israel Gutiérrez (Halcones) 12.5PPJ 8.0RPJ 0.5APJ Diego Willis (Santos) 12.0PPJ 2.5RPJ 1.0APJ Alejandro Villanueva (Halcones Rojos) 10.5PPJ 6.0RPJ 0.5APJ Gabriel Vázquez (Correcaminos) 9.0PPJ 2.0RPJ 0.0APJ Eduardo Girón (Correcaminos) 8.5PPJ 0.5RPJ 1.5APJ Daniel Soto (Santos) 8.5PPJ 3.5RPJ 1.0APJ Moisés Andriassi (Astros) 8.5PPJ 1.0RPJ 1.5APJ                                                                                               |
| 8 (4 al 5 de octubre)               | Omar De Haro (Santos) 19.5PPJ 1.5RPJ 1.5APJ Joshua Ibarra (Plateros) 17.0PPJ 9.5RPJ 2.0APJ Karim Rodríguez (Astros) 10.0PPJ 2.0RPJ 3.0APJ Israel Gutiérrez (Halcones) 8.5PPJ 4.0RPJ 0.5APJ Raúl Olalde (Fuerza Regia) 8.0PPJ 2.0RPJ 0.5APJ Kohl Meyer (Halcones) 8.0PPJ 1.0RPJ 1.5APJ Bryan Rivera (Mineros) 7.5PPJ 2.0RPJ 1.0APJ |
| 9 (8 al 9 de octubre)               | Joshua Ibarra (Plateros) 20.5PPJ 15.0RPJ 1.5APJ Gabriel Vázquez (Correcaminos) 14.0PPJ 6.0RPJ 1.0APJ Alejandro Villanueva (Halcones Rojos) 11.5PPJ 3.5RPJ 1.5APJ Omar De Haro (Santos) 11.0PPJ 0.5RPJ 1.0APJ Gabriel Girón (Fuerza Regia) 10.5PPJ 2.5RPJ 2.5APJ Jorge De la Serna (Panteras) 8.5PPJ 5.5RPJ 2.0APJ |
| 10 (12 al 13 de octubre)            | Joshua Ibarra (Plateros) 18.0PPJ 11.0RPJ 1.0APJ Carlos Zesati (Correcaminos) 12.0PPJ 6.5RPJ 3.5APJ Omar De Haro (Santos) 12.0PPJ 2.5RPJ 3.0APJ Moisés Andriassi (Astros) 11.0PPJ 4.5RPJ 3.0APJ Jonatan Machado (Astros) 11.0PPJ 2.0RPJ 2.0APJ Juan Contreras (Abejas) 8.0PPJ 2.0RPJ 3.5APJ |
| 11 (16 al 17 de octubre)            | Joshua Ibarra (Plateros) 23.0PPJ 10.5RPJ 0.0APJ Fabián Jaimes (Panteras) 14.5PPJ 8.0RPJ 2.5APJ Víctor Álvarez (Soles) 14.5PPJ 2.0RPJ 1.0APJ Alejandro Villanueva (Halcones Rojos) 14.0PPJ 3.0RPJ 4.0APJ Gabriel Vázquez (Correcaminos) 11.5PPJ 3.5RPJ 1.5APJ |
| 13 (26 al 29 de octubre)            | Joshua Ibarra (Plateros) 24.0PPJ 14.0RPJ 2.5APJ Carlos Zesati (Correcaminos) 15.0PPJ 6.0RPJ 3.0APJ Alejandro Villanueva (Halcones Rojos) 11.5PPJ 3.0RPJ 2.0APJ Gabriel Vázquez (Correcaminos) 11.0PPJ 2.5RPJ 0.5APJ Omar De Haro (Santos) 9.0PPJ 0.5RPJ 2.5APJ Kohl Meyer (Halcones) 8.5PPJ 3.0RPJ 2.5APJ Gabriel Girón (Fuerza Regia) 7.0PPJ 2.0RPJ 2.0APJ |

 =  Cuenta con nacionalidad mexicana. 

### Premios

#### Designaciones
| Designación        | Ganador                      | Equipo                    |
| Entrenador del Año | Iván Eduardo Déniz O"Donnell | Libertadores de Querétaro |
| MVP (Mexicano)     | Joshua Bryan Edge Ibarra     | Plateros de Fresnillo     |
| MVP (Extranjero)   | Shaquille Johnson            | Halcones de Xalapa        |
| MVP de la Final    | Daniel Xavier Bejarano       | Fuerza Regia de Monterrey |
| Novato del Año     | Paulo Arroyo Herrera         | Fuerza Regia de Monterrey |
| Revelación del Año | Omar De Haro Gutiérrez       | Santos del Potosí         |

 =  Cuenta con nacionalidad mexicana. 

#### Equipos Ideales
| Primer Equipo            | Avry Holmes (Libertadores) Markeith Cummings (Abejas) Jeffrey Ledbetter (Astros) Shaquille Johnson (Halcones) Joshua Ibarra (Plateros)     |
| Primer Equipo Mexicanos  | Joshua Ibarra (Plateros) Omar De Haro (Santos) Fabián Jaimes (Panteras) Alejandro Villanueva (Halcones Rojos) Carlos Zesati (Correcaminos) |
| Segundo Equipo           | Alexis Elsener (Abejas) Jordan Loveridge (Astros) Shonn Miller (Fuerza Regia) Tjader Fernández (Santos) Tyquan Rolón (Panteras)            |
| Segundo Equipo Mexicanos | Jonatan Machado (Astros) Gabriel Girón (Fuerza Regia) Bryan Rivera (Mineros) Víctor Álvarez (Soles) Gabriel Vázquez (Correcaminos)         |

 =  Cuenta con nacionalidad mexicana. 